# Pottery Barn
Pottery Barn es una cadena de tiendas de muebles para el hogar y una empresa de comercio electrónico con tiendas minoristas en los Estados Unidos, Canadá, México y Australia. Pottery Barn es una subsidiaria de propiedad total de Williams-Sonoma, Inc.
La empresa tiene su sede en San Francisco, California. Pottery Barn también opera varias tiendas especializadas como Pottery Barn Kids y Pottery Barn Teen. Tiene tres catálogos minoristas: el catálogo tradicional Pottery Barn; Pottery Barn Bed + Bath para centrarse en sus líneas de cama y baño; y uno para muebles de exterior.

## Historia
The Pottery Barn fue cofundado en 1949 por Paul Secon y su hermano Morris en West Chelsea, Nueva York. Paul descubrió tres graneros llenos de alfarería de la fábrica de Glidden Parker en Alfred, Nueva York, que había almacenado extras y puesto en marcha para crear un negocio. Los hermanos Secon construyeron su cadena de hasta siete tiendas. Paul vendió su parte en 1966 y Morris vendió la suya a un par de socios externos en 1968. El nuevo propietario expandió la cadena a 13 tiendas antes de vendérsela a Gap en 1984.
La empresa fue adquirida por Williams-Sonoma, Inc. en 1985. El crecimiento continuó hasta la Gran Recesión. Su catálogo de pedidos por correo se publicó por primera vez en 1987. En 1999, la compañía presentó Pottery Barn Kids como una marca premium de muebles y accesorios para el hogar para niños. En 2000, la empresa había lanzado un sitio de comercio electrónico para un proceso de pedido rápido.
Pottery Barn Teen, el primer minorista de viviendas que se centra en los adolescentes, se lanzó en 2003. La primera tienda Pottery Barn Teen se abrió en Georgia en 2009, así como en las ciudades de Nueva York y Chicago. La tienda tiene una sub-marca Pottery Barn Dorm para los jóvenes que comienzan la vida universitaria.
En 2017, la compañía presentó una aplicación de realidad aumentada para iOS que permitía a los usuarios colocar virtualmente productos de Pottery Barn en una habitación y guardar ideas de diseño de habitaciones. También anunció PB Apartment, una línea de muebles para espacios pequeños, para millennials.
En 2018, Pottery Barn Kids se asoció con John Lewis, lo que marcó la primera aparición de la marca en el Reino Unido. Sus shop-in-shops contaban con muebles y accesorios para guarderías. Irlanda se convirtió en el primer país europeo en tener la franquicia de Pottery Barn Kids en 2019. Pottery Barn Teens se asoció con Aquafil en la alfombra "Watercolour Dots" de la colección Primavera 2020, que utiliza nailon regenerado a partir de desechos recolectados en el océano y otros cuerpos de agua.

## En la cultura popular
Pottery Barn se menciona varias veces en Friends, por ejemplo, cuando Rachel compra muebles para el apartamento de Phoebe (en el que se está quedando en ese momento) y afirma que son muebles auténticamente viejos, en lugar de ser de Pottery Barn. Otro ejemplo es en Seinfeld, Kramer habla con Jerry sobre cómo está recibiendo demasiados catálogos de Pottery Barn. Guarda los catálogos recopilados, los toma y los arroja a la tienda.  Sheldon Cooper hace referencias a menudo en The Big Bang Theory. Se ve una tienda minorista Pottery Barn situada junto a la oficina/estudio de Manhattan FU Enterprises de Felix Unger en la primera temporada de The Odd Couple. Pottery Barn se menciona en el musical de Broadway Dear Evan Hansen, como un lugar donde trabaja el personaje principal. Le informa a otro personaje que puede conseguirle a ella y a su familia un descuento en "decoración cara del hogar". En el episodio de la temporada 3 de la comedia familiar estadounidense Boy Meets World titulado "Lo que quise decir", Corey Matthews le confiesa a su novia, Topanga Lawrence, que la ama. Eric Matthews, el hermano mayor de Corey, entonces bajo presión social, le dice a su novia, Christie, que él también la ama. Esto lleva a Christie a llevar a Eric a un viaje a Pottery Barn, algo que Eric lamenta. Mientras están en Pottery Barn, Eric y Christie compran un gato de cerámica y servilleteros.
La colección "Found" de la marca vende artículos antiguos de todo el mundo. La compañía se ha asociado en colecciones con varias marcas de la cultura pop como Harry Potter, Star Wars, Frozen, Thomas & Friends, Animales fantásticos y Friends.